# Kapka Georgieva
Kapka Georgieva (búlgar: Капка Георгиева)  (valor desconegut, 30 de setembre de 1951), de casada Panayotova (Панайотова), és una ex-remadora búlgara que va competir durant la dècada de 1970.
El 1976 va prendre part en els Jocs Olímpics de Mont-real, on guanyà la medalla de plata en la competició del quatre amb timoner del programa de rem. N'era la timonera i formà equip amb Ginka Gyurova, Mariyka Modeva, Lilyana Vaseva i Reni Yordanova.